# Hertugdømmet Bytom
Hertugdømmet Bytom (tysk: Beuthen) var et af mange schlesiske hertugdømmer. Det blev etableret med hovedbyen Bytom omkring 1281 i forbindelse med delingen af hertugdømmet Opole mellem sønnerne af Władysław Opolski. Hertugdømmet eksisterede i lidt over to hundrede år, indtil det igen blev en del af Opole.
Den første hertug af Bytom blev Kasimir, der regerede sammen med broderen Bolko 1. af Opole, men fra 1284 var enehersker. Konflikter med hans fætter Henrik 4. Probus af Wrocław førte til, at Kasimir søgte beskyttelse fra kong Wenceslaus 2. af Bøhmen, og i 1289 blev han den første schlesiske hertug af Piast-slægten, der underkastede sig bøhmisk overherredømme.
Ved hans barnebarn Bolesławs død i 1355 uddøde Bytom-grenen af Piast-slægten, og i striden om arvefølgen måtte hans enke Margareta af Sternberg afstå den nordlige del af hertugdømmet med Koźle til Konrad 1. af Oleśnica, mens resten gik i arv til Kasimir 1. af Cieszyn. Bytom forblev opdelt indtil 1459, hvor Wenceslaus 1. af Cieszyn solgte sin part til Konrad 9. den Sorte af Oleśnica. Bytom var nu samlet under Konrads styre. 
I 1472 annekterede den selvudråbte ungarske konge af Bøhmen, Matthias Corvinus, Bytom og pantsatte det til Jan af Zierotin. I 1498 blev Bytom igen indlemmet i hertugdømmet Opole under hertug Jan 2. den Gode. Jan havde underskrevet en arveaftale med markgreve Georg af Brandenburg-Ansbach, som i 1526 blev forlenet med Bytom af Ludvig 2. af Bøhmen.
Georgs styre blev imidlertid fornægtet af Ludvigs efterfølgere fra Habsburg-slægten, som mistænksomt betragtede den øgede indflydelse, som Hohenzollern-slægten var ved at få i Schlesien. Efter Slaget ved det Hvide Bjerg i 1620 benyttede den habsburgske Ferdinand 2. lejligheden til at afsætte kurfyrst Georg Vilhelm af Brandenburg-Preussen som hersker over Bytom. Det forblev en stat i det Habsburgske monarki, til det blev en del af kongeriget Preussen i 1742.
50°21′N 18°55′Ø / 50.35°N 18.92°Ø